# Ioachim Moldoveanu
Ioachim Moldoveanu (n. 1913 – d. 31 iulie 1981) a fost antrenor și fotbalist român, care a jucat pentru echipa națională de fotbal a României la Campionatul Mondial de Fotbal din 1938.

## Titluri
- Cupa României 1937, 1938, 1940, 1941, 1942